# Kabinett Rau V
Das Kabinett Rau V bildete vom 17. Juli 1995 bis 9. Juni 1998 die Landesregierung von Nordrhein-Westfalen.
| Amt                                                 | Name                                                                            | Partei | Partei     |
| --------------------------------------------------- | ------------------------------------------------------------------------------- | ------ | ---------- |
| Ministerpräsident                                   | Johannes Rau                                                                    |        | SPD        |
| Stellvertreter des Ministerpräsidenten              | Michael Vesper                                                                  |        | B’90/Grüne |
| Bauen und Wohnen                                    | Michael Vesper                                                                  |        | B’90/Grüne |
| Finanzen                                            | Heinz Schleußer                                                                 |        | SPD        |
| Inneres                                             | Franz-Josef Kniola                                                              | SPD    |            |
| Justiz                                              | Fritz Behrens                                                                   | SPD    |            |
| Arbeit, Gesundheit und Soziales                     | Franz Müntefering (bis 27. November 1995) Axel Horstmann (ab 27. November 1995) | SPD    |            |
| Bundes- und Europaangelegenheiten                   | Manfred Dammeyer                                                                | SPD    |            |
| Gleichstellung von Frau und Mann                    | Ilse Ridder-Melchers                                                            | SPD    |            |
| Schule und Weiterbildung                            | Gabriele Behler                                                                 | SPD    |            |
| Stadtentwicklung, Kultur und Sport                  | Ilse Brusis                                                                     | SPD    |            |
| Umwelt, Raumordnung und Landwirtschaft              | Bärbel Höhn                                                                     |        | B’90/Grüne |
| Wirtschaft und Mittelstand, Technologie und Verkehr | Wolfgang Clement                                                                |        | SPD        |
| Wissenschaft und Forschung                          | Anke Brunn                                                                      | SPD    |            |